# Lijst van weg- en veldkapellen in Eijsden-Margraten
Dit is een onvolledige lijst van veldkapellen in de gemeente Eijsden-Margraten. Kapelletjes komen vooral in het zuiden van Nederland voor en werden dikwijls gebouwd ter verering van een heilige.
| Kapel                                 | Adres                                                    | Plaats         | Bouwperiode  | Architect | Foto                                       |
| ------------------------------------- | -------------------------------------------------------- | -------------- | ------------ | --- | ------------------------------------------ |
| Lourdesgrot                           | Dalestraat                                               | Banholt        | 1911         | | Lourdesgrot Banholt                        |
| Mariakapel (kastkapelletje)           | Molenweg                                                 | Bemelen        |              | |                                            |
| Mariakapel                            | Bruisterbosch-Eckelraderweg                              | Bruisterbosch  | 1949         | | Mariakapel Bruisterbosch                   |
| Sint-Blasiuskapel                     | Rijksweg-Blankenberg                                     | Cadier en Keer | 1943         | | Sint-Blasiuskapel Cadier en Keer           |
| Mariakapel (kastkapelletje)           | Margraterweg                                             | Cadier en Keer |              | |                                            |
| Mariakapel (kastkapelletje)           | Duistersteeg                                             | Cadier en Keer |              | |                                            |
| Mariakapel (kastkapelletje)           | Keunestraat-Koebergweg                                   | Cadier en Keer |              | |                                            |
| Mariakapel                            | Kapelstraat-Keuneweg                                     | Cadier en Keer | 1950         | | Mariakapel Cadier en Keer                  |
| Lourdesgrot (Missiehuis               | Keerderberg                                              | Cadier en Keer | 1892         | Vanaf 1995 een Rijksmonument. | Lourdesgrot, Missiehuis, Cadier en Keer    |
| Kerkhofkapel                          | Begraafplaats, Keerderberg                               | Cadier en Keer | 1892         | | Kerkhofkapel Cadier en Keer                |
| Kruiswegstaties (14 kapellen)         | Kruiswegtuin, Keerderberg                                | Cadier en Keer | 1982         | | Kruiswegtuin Cadier en Keer                |
| Lourdesgrot                           | Pater Kustersweg, Berg                                   | Cadier en Keer |              | | Lourdesgrot, Berg, Cadier en Keer          |
| Sint-Antoniuskapel (grotkapelletje)   | Klompenstraat-Linderweg                                  | Eckelrade      | 1946         | | Sint-Antoniuskapel Eckelrade               |
| Kapel Hemersbach                      | Eckelraderweg-Steenbergerweg                             | Eckelrade      | 1745-1750    | | Kapel Hemersbach                           |
| Mariakapel (kastkapelletje)           | Dorpsstraat                                              | Eckelrade      |              | | Mariakapel Eckelrade                       |
| Lourdesgrot                           | Ursulinenpark, nabij de Breusterstraat en de Kennedylaan | Eijsden        | 1880         | | Lourdesgrot Eijsden                        |
| Mariakapel (Kasteelpark)              | Kruisstraat-Caestertstraat                               | Eijsden        | 1954         | | Mariakapel Eijsden                         |
| Kerkhofkapel                          | Ursulinenpark                                            | Eijsden        | 1879         | |                                            |
| Mariakapel (kastkapelletje)           | Eckelraderweg                                            | Gronsveld      |              | | Mariakapel Gronsveld                       |
| Lourdesgrot                           | Herkenrade                                               | Herkenrade     | 1942         | | Lourdesgrot Herkenrade                     |
| Mariakapel                            | Honthem                                                  | Honthem        | 1924 en 1999 | Sjang van Proemeren | Mariakapel Honthem                         |
| Maria, Moeder van Smartenkapel        | Eijkerweg-Heiligerweg                                    | Margraten      | 1950         | Op deze plek stond tot 1949 een Mariakapel. Die kapel werd afgebroken en in 1950 herbouwd in het Nederlands Openluchtmuseum in Arnhem. | Mariakapel Margraten, Eijkerweg            |
| Mariakapel                            | Hoenderstraat-Trichterweg-Bernhardlaan                   | Margraten      | 1961         | | Mariakapel Margraten, Trichterweg          |
| Lourdesgrot                           | Rijksweg-Hutweg                                          | Mariadorp      | 1920         | | Lourdesgrot Mariadorp                      |
| Grafkapel fam. de Loë                 | Dorpsstraat 2                                            | Mheer          | 1864         | Carl Weber | Grafkapel familie de Loë Mheer             |
| Mariakapel                            | Stallestraat-Dorpsstraat                                 | Mheer          | 1843 en 1950 | De huidige kapel door Alphons Boosten werd gebouwd in 1950.                                                                            | Mariakapel Mheer                           |
| Mariakapel (kastkapelletje)           | Papenweg-Smitsberg                                       | Mheer          |              | | Mariakapelletje Mheer                      |
| Mariakapel                            | Moerslag                                                 | Moerslag       | 1959-1960    | | Mariakapel Moerslag                        |
| Sint-Brigidakapel                     | Pley 9                                                   | Noorbeek       | 1772         | | Sint-Brigidakapel                          |
| Brigidakapel (kastkapelletje)         | Wesch                                                    | Noorbeek       | 2020         | |                                            |
| Mariakapel (kastkapelletje)           | Onderschey                                               | Noorbeek       |              | |                                            |
| Mariakapel                            | Rijckholterweg                                           | Oost-Maarland  |              | | Mariakapel Oost-Maarland                   |
| Onze-Lieve-Vrouw-van-Toevluchtkapel   | Voerenstraat                                             | Rijckholt      | 1960         | Jacq Grubben | Mariakapel Rijckholt                       |
| Mariakapel (kastkapelletje)           | Gerendaalsweg-Scheulder Dorpsstraat                      | Scheulder      |              | | Mariakapelletje Scheulder                  |
| Mariakapel (niskapel)                 | Bukel                                                    | Sint Geertruid |              | | Mariakapel Sint Geertruid                  |
| Mariakapel                            | Terhorst                                                 | Terhorst       | 1949         | | Mariakapel Terhorst                        |
| Sint-Corneliuskapel (niskapel)        | Voerenstraat                                             | Terlinden      | 1959         | | Sint-Corneliuskapel Terlinden              |
| Mariakapel                            | Terlinden 30                                             | Terlinden      | 1960         | | Mariakapel Terlinden                       |
| Onze-Lieve-Vrouw, Sterre der Zeekapel | Termaar-In gen Blauwerkoel                               | Termaar        | 1962         | | Onze-Lieve-Vrouw, Sterre der Zeekapel      |
| Mariakapel                            | 't Rooth                                                 | 't Rooth       | 1969-1970    | Sef Spronck |                                            |
| Onze-Lieve-Vrouw-van-Banneuxkapel     | Ulvend                                                   | Ulvend         | 1960         | | Onze-Lieve-Vrouw-van-Banneuxkapel (Ulvend) |